# 上環站
上環站（英語：Sheung Wan Station）是一個位於香港香港島中西區上環德輔道中地底，屬於港鐵港島綫的鐵路車站。該站於1983年3月動工，並於1986年5月23日由時任財政司彭勵治爵士揭幕啟用。而上環站在西港島綫通車前為港島綫西端終點站。

## 車站結構
上環站大堂及緊急出口位於上環區內多幢樓宇之地底，其結構亦與這些樓宇結合；東大堂位於無限極廣場及金龍中心地底；中央大堂則位於東協商業大廈、錦甡大廈、豫泰商業大廈及信德中心地底；並在位於西港城前方的通風井、粵海投資大廈及易通商業大廈地底設置連接月台的緊急通道及機房。

### 車站樓層
| G                   | 地面     | 出入口 |   |  |
| L2                  | 中央大堂 | 客務中心、商店、生銀行、自動售賣機、自動櫃員機 |   |  |
| L2                  | 東大堂   | 客務中心、商店、生銀行、自動櫃員機 |   |  |
| L3                  | 中央大堂 | 車站通道通往各月台及A至D出口、免費Wi-Fi熱點 |   |  |
| L3                  | 東大堂   | 車站通道通往各月台及E出口、原林士站月台 |   |  |
| L4                  | 機房     | 機房 |   |  |
| L5                  | 月台     | \| 分離式 · 開左邊车门 \| \| \| \| \| \| \| \| 港島綫往柴灣（中環） \| 1 \| \| \| \| 2 \| 港島綫往堅尼地城（西營盤） \| \| \| \| 分離式 · 開左邊车门 \| \| \| \| \| |   |  |
| 分離式 · 開左邊车门 |          | |   |  |
|                     |          | 港島綫往柴灣（中環） | 1 |  |
|                     | 2        | 港島綫往堅尼地城（西營盤） |   |  |
| 分離式 · 開左邊车门 |          | |   |  |

### 大堂
車站設有兩個互不相連大堂，分別位於德輔道中及林士街地底，每個大堂只有兩個位置分別連接兩個港島綫月台。
東大堂原計劃為東九龍綫林士站的大堂（見歷史一節）。為免興建林士站時影響上環站的運作，前地鐵公司於興建上環站時已於林士街地底預留了車站大堂及月台。林士站亦設有車站控制室（現用於上環站）、完整的大堂、商店及客務中心等，具備獨立運作的條件。唯因東九龍綫計劃擱置，林士站的大堂現已成為上環站的東大堂。
而上環站兩個大堂内亦提供不同類型的商店以及不少自助服務設施，而近B出口位置亦設有香港郵政郵箱。
- 中央大堂（2024年6月）
- 位於中央大堂的上環站啟用紀念碑（2024年6月）
- 東大堂（2024年7月）
- 位於東大堂付費區內的洗手間（2024年6月）

### 月台
上環站設有兩個分離式月台，而兩個月台均已裝設月台幕門。另外有別於港島綫其他車站，兩個月台在乘客眼中看似兩個位於不同層數的月台，但事實上它們是採用對向式月台排列，只是兩個月台之間被牆壁完全阻隔，故容易讓乘客難以得知兩個月台位於同一層。
上環站月台較其他市區綫車站月台長約40米，曾長年誤傳為隧道圖則設計失誤所致，但真實原因乃當年德輔道中已滿佈建築物，興建上環站通風口及站體結構時相距較遠，因此需透過延長月台長度以打通兩處。在車站安裝月台幕門之前，多出來的月台邊緣曾設有欄杆，防止乘客在該處候車或墮軌；後來前地鐵為車站安裝月台幕門時改以玻璃幕牆替代。
另外，車站2號月台（往堅尼地城）亦是港鐵極少數沒有設置行車隧道牆壁廣告燈箱的地下中途站，自西港島綫啟用後至今仍未有加裝。
- 1號月台（2021年6月）
- 2號月台（2021年6月）
- 上環站月台較其他市區綫車站月台長約40米（2024年6月）

#### 東九龍綫預留月台（已永久封閉）
位於林士街地底的空置月台，呈南北走向，並與港島綫月台成一直角。該組島式月台原預留作林士站月台之用，自上環站啟用至今一直空置，月台邊緣設有欄杆，並未裝置任何路軌或架空電纜。前地鐵公司將月台的兩端以磚牆封掉，只留下大約60米（約3/8個正常月台）的月台長度，並設置通道連接東大堂及港島綫月台。
該月台現為車站通道的一部分，設有4組共8條扶手電梯連接東大堂及車站月台，預留作為列車停靠的部分已於2010年8月被完全封閉。而在東大堂的擴建及翻新工程完成後，預留月台軌道部分已被牆壁完全永久封閉，並增設樓梯連接月台。
- 改建前的東九龍綫預留月台（2010年8月）
- 已改建的東九龍綫預留月台（2024年6月）

### 出入口
上環站共設有10個出入口，主要往返上環及中環的主要商業中心區及其他周邊設施。各出入口均設有指示牌顯示出入口周邊的建築物及設施列表。
|                                     |            | |      |
| 編號                                | 指示       | 建議前往的目的地 | 圖片 |
| 中央大堂                            |            | |      |
| 出口 · A · 1 · 轮椅辅助车标志       | 永樂街     | 德輔道中238號、德輔道中、富衛金融中心、興業商業中心、嘉華銀行中心、兩依藏博物館、岑氏商業大廈、東協商業大廈 |      |
| 出口 · A · 2                        | 永樂街     | 99 Bonham、東華三院行政總部黃鳳翎紀念大樓、香港嘉賦酒店、文咸東街、卜公花園、泰基商業中心、啟時大廈、中環荷李活道彩鴻酒店、永業中心、金銀業貿易場、香港蘇豪智選假日酒店、Dash Living on Hollywood、Hollywood Hill、荷李活道、荷李活道公園、荷李活華庭、禧利街、香港醫學博物館、富薈尚乘上環酒店、富薈上環酒店、英皇書院同學會小學、樓梯街、東華三院文武廟、MW Tower、協成行上環中心、Ovest、皇后大道中、聖公會基恩小學、聖公會聖馬太小學、新會商會學校、上環市政大廈、上環文娛中心、尚豪酒店、Strand 50、泰達大廈、The Jervois、The Mercer、柏廷坊、東華醫院、東華三院行政大樓、御珍閣、永樂街、帝后華庭、奧華酒店蘇豪 |      |
| 出口 · B                            | 禧利街     | 禧利街、兒童癌病基金、德輔道中、康威花園、錦甡大廈、海外銀行大廈、寶軒酒店及服務式住宅、東寧大廈、西港城 |      |
| 出口 · C · 盲道标志                 | 干諾道中   | 干諾道中、誠信大廈、珠江船務大廈、壹棠酒店及服務式公寓、干諾中心、粵海投資大廈、宜必思香港中上環酒店、廉政公署、豫泰商業大廈 |      |
| 出口 · D · 盲道标志                 | 港澳碼頭   | 中西區海濱長廊 - 上環段、港澳客輪碼頭、招商局大廈、信德中心、申訴專員公署、中區警區總部、中環（港澳碼頭）巴士總站、中山紀念公園 |      |
| 出口 · D · 盲道标志                 | 港澳碼頭   | 中西區海濱長廊 - 上環段、港澳客輪碼頭、招商局大廈、信德中心、申訴專員公署、中區警區總部、中環（港澳碼頭）巴士總站、中山紀念公園 |      |
| 東大堂                              |            | |      |
| 出口 · E · 1 · 盲道标志             | 無限極廣場 | 香港癌症基金會婦女服務中心、E168、金龍中心、租庇利街、中環中心 |      |
| 出口 · E · 2 · 盲道标志             | 無限極廣場 | 文咸東街、香港中旅證件服務港島中心、中區健康院、中環街市、中遠大廈、新紀元廣場、荷李活道、蘭桂坊酒店@九如坊、One96、元創方、嘉諾撒聖心學校、SoHo荷南美食區、皇后大道中、林士街、香港公教婚姻輔導會、The L.place、The Putman、華僑銀行大廈、永樂街 |      |
| 出口 · E · 3                        | 無限極廣場 | 德輔道中、南豐大廈（干諾道中88號）、中保集團大廈、香港貿易中心、李寶椿大廈、先施百貨、香港中華廠商會、有餘貿易中心、永安中心 |      |
| 出口 · E · 4 · 盲道标志             | 無限極廣場 | 干諾道中、南豐大廈（干諾道中88號）、中旅集團大廈、中環碼頭海濱長廊、海港政府大樓、林士街多層停車場 |      |
| 出口 · E · 5                        | 無限極廣場 | 無限極廣場 |      |
| 往德輔道中                          |            | |      |
| 註： 設有 \| 設有 \| 設有輪椅輔助車 |            | |      |

- 連接D出口的地庫通道地板鋪設了珠江三角洲的地圖圖案

## 接駁交通
上環站鄰近港澳客輪碼頭，使之成為過境海上交通的中轉站之一。

## 歷史

地底集體運輸系統路線圖1967年建議方案，圖中「上環街市」即現今的上環站

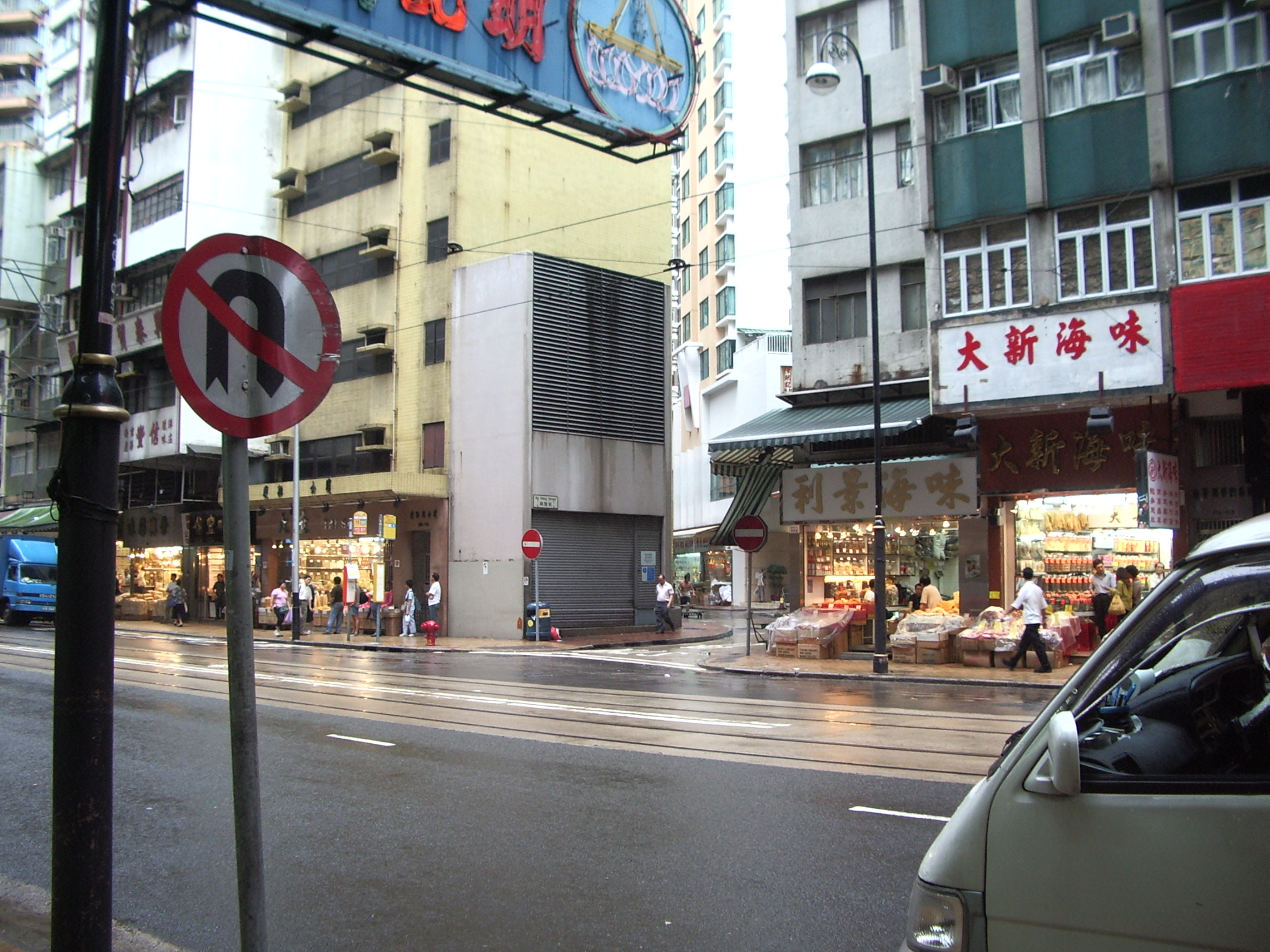
原有位於越位隧道盡頭的高陞街通風樓，因應港島綫西延工程而拆卸（2005年6月）

### 前身：林士站

#### 設計及預留月台
上環站的前身是於1967年9月的《香港集體運輸研究》及1970年《集體運輸計劃總報告書》所提及的港島綫上環街市站。而在1970年的方案中，同時建議在上環街市站興建東九龍綫林士站，成為現時上環站雛型。
1980年12月，香港政府正式批准分期興建地鐵港島綫，終點站由堅尼地城站暫縮短至上環站。為免興建東九龍綫終點站時會影響上環站的運作，前地鐵公司在興建上環站的同時於林士街地底興建東九龍綫大堂及預留月台結構。
1982年，因興建中環站至上環站隧道而需拆卸前中環消防局（今恆生銀行總行大廈）及因興建上環站通風井（今西港城對出）而需要搬遷的上環街市出現延誤，上環站未能趕及於1985年5月31日落成，而需要延至1986年5月23日才啟用，而車站承建商為西松－青木聯營。
另一方面，由於東九龍區人口增長放緩及落實搬遷啟德機場，東九龍綫的落實一直遙遙無期，而林士街的東九龍綫預留月台亦一直空置。1990年，政府更在《香港運輸政策白皮書》提及東九龍綫原有過海路段由機場快綫取代，並重新規劃東九龍綫，意味著林士街月台則會無用武之地。
在1999年香港政府的《第2次鐵路發展研究》中，上環站林士街月台曾被建議作為南港島綫的終點站，其後於2003年，前地鐵亦曾考慮使用林士街月台作為西港島綫（暫稱南港島綫 (西段)，與2014年通車的港島綫西延不同）的終點站，但在2004年3月的計劃中，西港島綫（暫稱南港島綫西段）改在西營盤站與港島綫西延交匯，故林士街月台使用機會更見渺茫，最終林士街月台結構於港島綫西延的時候一併移除，原有路軌位置現時改為樓梯直達月台。

#### 修復前的林士站預留月台的佈局
| L3（閣樓） 林士街大堂 | （預留軌道）                           | （預留軌道）       | （預留軌道） |
| L3（閣樓） 林士街大堂 | 東九龍綫預留月台、車站通道通往1號月台→ |                    |              |
| L3（閣樓） 林士街大堂 | ↑↓通道←                                | 車站通道通往E出口→ | ←通道↑↓      |
| L3（閣樓） 林士街大堂 | 東九龍綫預留月台、車站通道通往1號月台→ |                    |              |
| L3（閣樓） 林士街大堂 | （預留軌道）                           |                    |              |

### 西港島綫

#### 軌道接駁前期工程
由於港鐵公司需進行港島綫西延之重置軌道走線、信號系統及架空電纜工程，上環站掉頭路軌暫時無法供列車使用，故港鐵於2011年7月21日發出新聞稿，表示上環站將於同年8月5日深夜至同月8日清晨暫時關閉54小時，期間上環站C、D出口以及連接該兩個出入口的隧道則維持對外開放，方便市民橫過干諾道中往返信德中心及港澳碼頭；而車站E2出口亦在工程期間作為港鐵職員出入口；同樣地港島綫列車服務會以金鐘站為終點站，而中環站的港島綫月台亦暫停服務，至於荃灣綫往返荃灣站至中環站的列車服務則不受影響，港鐵在工程期間安排了免費接駁巴士接載受影響乘客直接來往金鐘站及上環站之間，中途不停中環站。

#### 車站改建
為配合港島綫西延通車、上環站由終點站變成中途站所引致的人流方向改變，港鐵公司於2010年8月28日開始改建上環站，包括改建東大堂、增建洗手間、收窄E3出口空間以容納新設的站外升降機、更換LED光管、信號系統升級、填平林士街月台，以及增建2號月台往東大堂的升降機等。東大堂改建工程及E3出口翻新工程於2011年11月13日完成；至於洗手間、出入站及月台往大堂的升降機則於2012年8月26日啟用。
- 港島綫西延通車前的中央大堂（2011年7月）
- 配合港島綫西延工程翻新後的東大堂（2018年10月）
- 填平後的林士街月台（2020年8月）
- 在填平後的林士街月台增設的樓梯（2022年8月）

### 短期優惠
港鐵曾於2014年12月28日至2015年3月29日西營盤站投入服務前期間推出八達通折扣優惠，持有成人八達通的乘客可在設置於西營盤站附近的四間7-Eleven便利店內的自助機拍卡，再經由上環站或香港大學站入閘，便可享有2元車費折扣優惠；而持有特惠八達通的乘客同樣亦可享有1元車費折扣優惠。

## 外部連結
- 港鐵公司－上環站街道圖（页面存档备份，存于）
- 港鐵公司－上環站位置圖（页面存档备份，存于）
- 港鐵公司－上環站列車服務時間（页面存档备份，存于）
- 港鐵西港島綫工程網頁
- 香港鐵路大典上的相关条目：上環站